# Bertie Gregory
Bertie Gregory (* 1993) ist ein britischer Wildlife-Filmemacher, Filmproduzent und National Geographic Explorer. Gregory wurde durch seine preisgekrönten Naturdokumentationen bekannt, die er unter anderem im Auftrag mit National Geographic produzierte.

## Ausbildung und Erfahrungen
Seine Karriere begann, als er in seiner Kindheit von der Natur besessen war und den Titel „Youth Outdoor Photographer Of The Year“ gewann. Im Juli 2014 schloss er sein Zoologiestudium an der University of Bristol mit Auszeichnung ab. Und begann, dem Fotografen des National Geographic Magazine, Steve Winter, zu assistieren. Diese Projekte entwickelten sich zu einer fertigen Fernsehsendung. Seine Aufgabe war es, Steve bei seinem Versuch zu filmen, die Stadtleoparden von Mumbai und die Dschungelleoparden von Sri Lanka zu fotografieren. Dieses einstündige Special wurde im Januar 2016 in den USA auf Nat Geo WILD ausgestrahlt.   
Im Jahr 2015 wurde er Scientific Exploration Society zum Zenith Explorer of the Year und zum National Geographic Young Explorer ernannt. Mit diesen Stipendien wollte er illusorischen Küstenwolf an der Westküste von Vancouver Island, Kanada, aufspüren und filmen. Nach einigen schweißtreibenden Verhandlungen wurde dieses Projekt dann zum Solo-Auftrag für National Geographic, da sie es für ihre erste Online-Serie über Wildtiere in Auftrag gaben. Diese 16-teilige Serie wurde im August 2016 uraufgeführt. Danach arbeitete er ein weiteres Jahr mit Steve zusammen und unterstützte ihn bei seiner Jaguar-Story für das National Geographic Magazine. In der Zwischenzeit drehte und produzierte er ein einstündiges TV-Special über Jaguare für Nat Geo WILD, das im Dezember 2017 seine Premiere feierte.

## Filmisches Schaffen
Er produzierte sechs Film-Projekte für National Geographic und moderierte "Leoparden vor der Tür", "Jaguar vs. Krokodil", "Wild Life", "Resurrection Island" und "The Big Freeze" - "Resurrection Island' gewann den Preis für die beste Fernsehmoderation bei den Jackson Wild Media Awards 2019. Neben seinen Projekten für National Geographic filme er für die BBC David Attenborough Serie.
Seine Arbeit an „Seven Worlds, One Planet“ brachte ihm zu einem der jüngsten BAFTA-Preisträger im Bereich Kameraführung. Im Jahre 2022 veröffentlichte er in Zusammenarbeit mit National Geographic seine erste Disney Plus Eigenproduktion, diese beinhaltet aktuell eine Staffel mit fünf Folgen.

## Filmografie
- 2015: Holland - Natuur in de Delta
- 2016–2018: Wild Life
- 2018: Big Cats
- 2018: De wilde stad
- 2019: Mission Tierschutz
- 2019: Nature (Fernsehserie)
- 2019: Sieben Kontinente - Ein Planet
- 2021: Ein perfekter Planet (Miniserie)
- 2021: Fiskarnas rike
- 2022: Auf ins Abenteuer mit Bertie Gregory
- 2023: Tiere hautnah mit Bertie Gregory